# Phrygionis stenotaenia
Phrygionis stenotaenia là một loài bướm đêm trong họ Geometridae.